# German Football League 2004
Die German Football League 2004 war die 26. Saison der höchsten deutschen Spielklasse in der Sportart American Football. Meister wurden die Berlin Adler, die sich im German Bowl gegen die Braunschweig Lions durchsetzten.

## Ligaaufteilung
Überblick über die teilnehmenden Mannschaften und ihren ewigen Bundesliga- bzw. GFL-Bilanzen.
Durch den kurzfristigen Rückzug der Rhein-Main Razorbacks nahmen in der Südgruppe nur fünf Teams teil. Durch diesen Rückzug entfielen für die Braunschweig Lions die Interconference-Spiele. In der Nordgruppe wurde den Cologne Crocodiles keine Lizenz erteilt, dafür rückten die Hannover Musketeers in die GFL-Nord nach.
|          | Team                     | Jahre | S   | U  | N  | Heim | Heim | Heim | Ausw. | Ausw. | Ausw. | TD-Verhältnis |
| -------- | ------------------------ | ----- | --- | -- | -- | ---- | ---- | ---- | ----- | ----- | ----- | ------------- |
| GFL Nord | Berlin Adler             | 21    | 152 | 5  | 82 | 77   | 2    | 39   | 75    | 3     | 43    | 7173:4118     |
| GFL Nord | Düsseldorf Panther (N)   | 21    | 168 | 10 | 63 | 87   | 7    | 26   | 81    | 3     | 37    | 7658:3479     |
| GFL Nord | Braunschweig Lions       | 10    | 78  | 0  | 33 | 41   | 0    | 14   | 37    | 0     | 19    | 3753:2176     |
| GFL Nord | Hamburg Blue Devils (TV) | 9     | 69  | 4  | 29 | 40   | 0    | 12   | 29    | 4     | 15    | 2775:1735     |
| GFL Nord | Dresden Monarchs         | 1     | 6   | 0  | 6  | 3    | 0    | 3    | 3     | 0     | 3     | 269:296       |
| GFL Nord | Hannover Musketeers (N)  | neu   | 0   | 0  | 0  | 0    | 0    | 0    | 0     | 0     | 0     | 0:0           |
| GFL Süd  | Stuttgart Scorpions      | 12    | 62  | 5  | 78 | 28   | 4    | 35   | 24    | 1     | 43    | 3256:2391     |
| GFL Süd  | Franken Knights          | 8(9)  | 33  | 4  | 54 | 15   | 2    | 28   | 18    | 2     | 26    | 2043:3160     |
| GFL Süd  | Schwäbisch Hall Unicorns | 6     | 22  | 4  | 42 | 12   | 0    | 22   | 10    | 4     | 20    | 1374:1786     |
| GFL Süd  | Saarland Hurricanes      | 3     | 6   | 4  | 25 | 3    | 3    | 12   | 3     | 1     | 13    | 591:1281      |
| GFL Süd  | Marburg Mercenaries      | 1     | 1   | 0  | 11 | 0    | 0    | 6    | 1     | 0     | 5     | 276:425       |

- (N) – Aufsteiger
- (TV) – Titelverteidiger

## Saisonverlauf

### Reguläre Saison
Liganeuling Hannover gelang im ersten Saisonspiel gleich der erste Sieg. Der 13:6-Auswärtssieg bei den Saarland Hurricanes sollte aber auch gleichzeitig der einzige Punktgewinn für die Musketeers bleiben. Damit mussten Musketeers in die Relegation. Und auch die Düsseldorf Panther konnten nicht lange um die Play-offs mitkämpfen, die Panther strandeten im Niemandsland der Tabelle, dem fünften Platz. Schlecht startete der Deutsche Meister aus Hamburg, die Blue Devils mussten in den ersten vier Spielen drei Niederlagen einstecken, doch durch einen Zwischenspurt kam man sogar fast noch an den zweiten Platz heran, doch durch Lizenzverletzungen und eine knappe 21:20-Niederlage, im vorletzten Saisonspiel, gegen die Dresden Monarchs wurde es nur der vierte Platz für den Titelverteidiger. Dritter wurden die Monarchs, die nie in Gefahr gerieten nicht die Play-offs zu erreichen, aber auch immer Luft nach oben hatten und die beiden Topteams nie wirklich gefährden konnten. Den Platz an der Tabellenspitze machten die Braunschweig Lions und die wieder erstarkten Berlin Adler unter sich aus. Bis zum achten Spieltag konnten die Hauptstädter, bis dahin ungeschlagen, an den Lions dran bleiben. doch eine kleine Schwächephase in den letzten Spielen der regulären Saison brachte einen recht klaren Abstand in die Tabelle, da sich die Lions nur einmal eine Blöße gaben und sich den Dresden Monarchs geschlagen geben mussten.
Im Süden war schon vor Saisonbeginn klar, dass es keinen Absteiger geben würde. Von den fünf verbliebenen Teams würden vier in die Play-offs einziehen. Welche das sein würden wurde recht schnell klar, denn die Saarland Hurricanes kamen überhaupt nicht in Schwung und konnten erst in ihrem letzten Saisonspiel ihre ersten Punkte einfahren. Den besten Start erwischten die Stuttgart Scorpions, welche ihre ersten beiden Partien siegreich gestalten konnten. Eine Niederlagenserie von vier Spielen in der Mitte der Saison spülte die Scorpions allerdings wieder bis auf den vierten Rang zurück, aber da die Franken Knights aus ihren letzten vier Spielen nur noch einen Punkt ergattern konnten landeten die Knights auf dem vierten, die Scorpions auf dem dritten Platz. Um den Platz an der Sonne kämpfen dagegen bis zum Schluss die Marburg Mercenaries und die Schwäbisch Hall Unicorns. Die Mercenaries, Vorjahresaufsteiger und nur durch die gewonnene Relegation gegen die Simbach Wildcats in der ersten Liga verblieben, knüpften mit zwei Niederlagen auch zunächst an der Vorsaison an. Doch dann gelangen ihnen 13:1 Punkte in Folge und sie konnten sich bis an die Spitze der Tabelle vorspielen. Wichtig dabei das vorletzte Saisonspiel gegen den direkten Konkurrenten aus Schwäbisch Hall. Durch einen 27:21-Sieg zog man an den Unicorns in der Tabelle vorbei. An diesem Stand änderte auch der letzte Spieltag nicht, da sowohl die Marburger als auch die Unicorns ihr Interconferencespiel verloren.

#### Interconference Games
Das Interconferenceergebnis fiel mit 8:2 Siegen für den Norden recht deutlich aus. Durch den Rückzug der Rhein-Main Razorbacks trugen die Braunschweig Lions keine IC-Spiele aus, den „Norden“ besiegen konnten nur die Scorpions, die zuhause die Dresden Monarchs schlagen konnten und die Saarland Hurricanes, die den Hannover Musketeers in Hannover das Nachsehen gaben. Somit schlossen sowohl die Hannoveraner, als auch die Hurricanes ihre Heimspiele ohne Punktegewinn ab und konnten auch jeweils nur außerhalb ihrer eigenen Gruppe einen Sieg landen.

#### GFL Nord
|    | Verein              | Sp | S | U | N  | TD      | Diff. | Punkte | Zuschauerschnitt |
| -- | ------------------- | -- | - | - | -- | ------- | ----- | ------ | ---------------- |
| 1. | Braunschweig Lions  | 10 | 9 | 0 | 1  | 372:216 | +156  | 18:2   | 9.000            |
| 2. | Berlin Adler        | 12 | 8 | 1 | 3  | 306:223 | 0+83  | 17:7   | 1.029            |
| 3. | Dresden Monarchs    | 12 | 7 | 1 | 4  | 318:254 | 0+64  | 15:9   | 2.248            |
| 4. | Hamburg Blue Devils | 12 | 8 | 0 | 4  | 378:249 | +129  | 14:8*  | 6.362            |
| 5. | Düsseldorf Panther  | 12 | 4 | 0 | 8  | 198:269 | 0−71  | 8:16   | 517              |
| 6. | Hannover Musketeers | 12 | 1 | 0 | 11 | 095:410 | −315  | 2:22   | 1.295            |

* Wegen Lizenzverstößen im Jahr 2003 wurden den Hamburg Blue Devils 2 Punkte in der Saison 2004 abgezogen.

#### GFL Süd
|    | Verein                   | Sp | S | U | N | TD      | Diff. | Punkte | Zuschauerschnitt |
| 1. | Marburg Mercenaries      | 10 | 6 | 1 | 3 | 233:206 | 0+27  | 13:7   | 810              |
| 2. | Schwäbisch Hall Unicorns | 10 | 6 | 0 | 4 | 325:238 | 0+87  | 12:8   | 1.018            |
| 3. | Stuttgart Scorpions      | 10 | 5 | 0 | 5 | 255:263 | 00−8  | 10:10  | 958              |
| 4. | Franken Knights          | 10 | 3 | 1 | 6 | 207:256 | 0−49  | 7:13   | 520              |
| 5. | Saarland Hurricanes      | 10 | 1 | 0 | 9 | 162:265 | −103  | 2:18   | 1.060            |
| 6. |                          |    |   |   |   |         |       |        |                  |

### Relegation
Im Süden kam es zu keinen Relegationsspielen. Die Munich Cowboys stiegen als Sieger der 2. Bundesliga Süd auf. Im Norden mussten sich die Hannover Musketeers mit den Cologne Falcons auseinandersetzen. Schon im ersten Spiel in Hannover machte der Meister der 2. Bundesliga Nord aus Köln klar, dass er in die erste Liga will. Mit 48:21 konnten die Falcons vor 700 Zuschauern im Rudolf-Kalweit-Stadion gewinnen. Und auch das Rückspiel wurde eine sichere Beute für die Falken. Mit einem 44:0-Erfolg wurde der Aufstieg besiegelt, während die Hannoveraner, nach nur einem Jahr in der ersten Liga, den Weg in die Zweitklassigkeit antreten mussten.
| Liga | Heimverein          | Gastverein          | Ergebnis | Nach Quartern         |
| ---- | ------------------- | ------------------- | -------- | --------------------- |
| Nord | Hannover Musketeers | Cologne Falcons     | 21:48    | 7:14; 7:0; 0:21; 7:13 |
| Nord | Cologne Falcons     | Hannover Musketeers | 44:0     | 14:0; 7:0; 7:0; 16:0  |

Im Norden steigen die Cologne Falcons auf, die Hannover Musketeers ab. Im Süden steigen die Munich Cowboys kampflos auf, da es keinen Absteiger gibt.

### Play-offs
| Viertelfinale | Viertelfinale       | Viertelfinale    |    |                          | Halbfinale | Halbfinale | Halbfinale |  |  | German Bowl XXVI – Braunschweig | German Bowl XXVI – Braunschweig | German Bowl XXVI – Braunschweig |
|               |                     |                  |    |                          |            |            |            |  |  |                                 |                                 |                                 |
| 1N            | Braunschweig Lions  | 57               |    |                          |            |            |            |  |  |                                 |                                 |                                 |
| 4S            | Franken Knights     | 0                |    |                          |            |            |            |  |  |                                 |                                 |                                 |
| 4S            | Franken Knights     | 0                | 1N | Braunschweig Lions       | 34         |            |            |  |  |                                 |                                 |                                 |
|               |                     |                  | 1N | Braunschweig Lions       | 34         |            |            |  |  |                                 |                                 |                                 |
|               | 3N                  | Dresden Monarchs | 20 |                          |            |            |            |  |  |                                 |                                 |                                 |
| 2S            | 3N                  | Dresden Monarchs | 20 | Schwäbisch Hall Unicorns | 24         |            |            |  |  |                                 |                                 |                                 |
| 2S            |                     |                  |    | Schwäbisch Hall Unicorns | 24         |            |            |  |  |                                 |                                 |                                 |
| 3N            | Dresden Monarchs    | 38               |    |                          |            |            |            |  |  |                                 |                                 |                                 |
| 3N            | Dresden Monarchs    | 38               | 1N | Braunschweig Lions       | 7          |            |            |  |  |                                 |                                 |                                 |
|               |                     |                  |    | Braunschweig Lions       | 7          |            |            |  |  |                                 |                                 |                                 |
|               | 2N                  | Berlin Adler     | 10 |                          |            |            |            |  |  |                                 |                                 |                                 |
| 1S            | 2N                  | Berlin Adler     | 10 | Marburg Mercenaries      | 24         |            |            |  |  |                                 |                                 |                                 |
| 1S            |                     |                  |    | Marburg Mercenaries      | 24         |            |            |  |  |                                 |                                 |                                 |
| 4N            | Hamburg Blue Devils | 21               |    |                          |            |            |            |  |  |                                 |                                 |                                 |
| 4N            | Hamburg Blue Devils | 21               | 1S | Marburg Mercenaries      | 7          |            |            |  |  |                                 |                                 |                                 |
|               |                     |                  | 1S | Marburg Mercenaries      | 7          |            |            |  |  |                                 |                                 |                                 |
|               | 2N                  | Berlin Adler     | 37 |                          |            |            |            |  |  |                                 |                                 |                                 |
| 2N            | 2N                  | Berlin Adler     | 37 | Berlin Adler             | 42         |            |            |  |  |                                 |                                 |                                 |
| 2N            |                     |                  |    | Berlin Adler             | 42         |            |            |  |  |                                 |                                 |                                 |
| 3S            | Stuttgart Scorpions | 17               |    |                          |            |            |            |  |  |                                 |                                 |                                 |

Die Braunschweig Lions ließen in ihrer Viertelfinalpartie gegen die Franken Knights nichts anbrennen und gewannen locker mit 57:0. In Berlin konnten die Gäste aus Stuttgart drei Quarter lang gut mithalten, doch drei Adler-Touchdowns im letzten Viertel schraubten den Score auf deutliche 42:17 hoch. Etwas spannender verlief das Play-off-Spiel in Schwäbisch Hall, wo sich die Unicorns mit den Dresden Monarchs maßen. Vor 1.400 Zuschauern im Hagenbachstadion hielten die Hausherren lange mit, fanden aber kein Mittel gegen das überragende Laufspiel der Gäste. Mit mehr als 300 Metern Raumgewinn auf dem Boden überliefen die Monarchs quasi die Unicorns, beim 38:24-Auswärtssieg. Dies war die erste Begegnung von Unicorns und Monarchs, welche sich in den folgenden Jahren noch öfter in den Play-offs sehen sollten. Spannungshighlight des Viertelfinales war die Begegnung der aufstrebenden Marburg Mercenaries gegen den Titelverteidiger, die Hamburg Blue Devils. Die Gäste aus der Hansestadt, als Favorit in das Spiel gegen die Lahnstädter gegangen, führten zum Ende des dritten Viertels mit 21:7, wenn sie auch kein überragendes Spiel boten. Doch mit 17 Punkten im letzten Viertel wendeten die Marburger noch das Blatt. Neun Sekunden vor Spielende gingen die Mercenaries erstmals, durch ein 19-Meter Field Goal, in Führung und gewannen so das Spiel mit 24:21. Damit kam es zu dem Halbfinals Braunschweig gegen Dresden und Marburg gegen Berlin.
In der regulären Saison konnten die Dresden Monarchs den Braunschweig Lions die einzige Saisonniederlage beibringen. Im Halbfinale in Braunschweig schafften sie aber keine Wiederholung. Die Lions siegten vor 7.700 Zuschauern sicher mit 34:20. Und auch der Höhenflug der Marburg Mercenaries wurde gebremst. Die Adler erspielten sich vor 1.700 Zuschauern in Marburg eine 23:0-Halbzeitführung und bauten auch im dritten Quarter den Score weiter aus ehe die Hausherren im letzten Quarter zum Ehrentouchdown kamen, Endstand 37:7.

### German Bowl
Im German Bowl XXVI standen sich die Berlin Adler und die Braunschweig Lions gegenüber. Für die Lions war es der achte German Bowl Einzug in Folge, für die Adler der erste Endspieleinzug seit der Niederlage gegen die Düsseldorf Panther 1994. Die Berliner hatten die Möglichkeit ihren fünften nationalen Triumph zu feiern, die Lions ihren Vierten. Die 17.000 Zuschauer im Braunschweiger Eintracht-Stadion sahen zunächst Verteidigungsreihen auf beiden Seiten die die jeweiligen Offensereihen dominierten. Erst im vierten Quarter gelang es den Lions durch einen 34-Yard-Pass von Adrian Rainbow auf Kelvin Love Punkte auf das Scoreboard zu bringen. Doch den Berliner gelang der Ausgleich und nach einem Fumble des Braunschweiger Runningbacks Kim Kuci kamen sie sogar eine Minute vor Spielende noch einmal in den Ballbesitz. Diesen konnten die Adler mit einem Field Goal 28 Sekunden vor Spielende zum entscheidenden 10:7 nutzen.

#### Scoreboard
| German Bowl XXVI   | German Bowl XXVI   | German Bowl XXVI   | German Bowl XXVI                                        | German Bowl XXVI                                        | German Bowl XXVI                                        | German Bowl XXVI                                        |
| ------------------ | ------------------ | ------------------ | ------------------------------------------------------- | ------------------------------------------------------- | ------------------------------------------------------- | ------------------------------------------------------- |
| Team               | Team               | Punkte             | Q1                                                      | Q2                                                      | Q3                                                      | Q4                                                      |
| Berlin Adler       | Berlin Adler       | 10                 | 0                                                       | 0                                                       | 0                                                       | 10                                                      |
| Braunschweig Lions | Braunschweig Lions | 7                  | 0                                                       | 0                                                       | 0                                                       | 7                                                       |
| Adler              | Lions              | Spieler            | Spielzug                                                | Spielzug                                                | Spielzug                                                | Spielzug                                                |
| 0                  | 7                  | Kelvin Love        | 34-Yard Pass von Adrian Rainbow (PAT Marko Rothaar)     | 34-Yard Pass von Adrian Rainbow (PAT Marko Rothaar)     | 34-Yard Pass von Adrian Rainbow (PAT Marko Rothaar)     | 34-Yard Pass von Adrian Rainbow (PAT Marko Rothaar)     |
| 7                  | 7                  | Estrus Crayton     | 11-Yard Pass von David Caudill (PAT Benjamin Scharweit) | 11-Yard Pass von David Caudill (PAT Benjamin Scharweit) | 11-Yard Pass von David Caudill (PAT Benjamin Scharweit) | 11-Yard Pass von David Caudill (PAT Benjamin Scharweit) |
| 10                 | 7                  | Benjamin Scharweit | 33-Yard Field Goal                                      | 33-Yard Field Goal                                      | 33-Yard Field Goal                                      | 33-Yard Field Goal                                      |